# Калевала (Карелия)
Ка́лева́ла (карел. Uhtuo, «протока, река»), с XVI века до 1963 года Ухта, — посёлок городского типа в Республике Карелия, административный центр Калевальского национального района и Калевальского городского поселения.

## История
Первые письменные упоминания о поселениях в районе нынешней Калевалы относятся к 1552—1553 годам.
В районе нынешнего посёлка известный финский фольклорист Элиас Лённрот в XIX веке записал многие руны, вошедшие во всемирно известный карело-финский эпос «Калевала».
В марте 1920 года в посёлке Ухта состоялся съезд представителей 5 северо-карельских волостей Архангельской губернии, на котором была провозглашена Ухтинская республика (Северо-Карельское государство).
До 1922 года населённый пункт был административным центром Ухтинской волости, затем — Ухтинского административного района, с 1923 года — Ухтинского уезда.
В 1927 году пущена в эксплуатацию Ухтинская районная электростанция.
С 29 августа 1927 года — административный центр Ухтинского района Автономной Карельской ССР, который 20 февраля 1935 года был переименован в Калевальский район.
Во время Советско-финской войны (1941—1944) линия фронта проходила в 16 км от посёлка.
Село Ухта была официально переименована в Калевалу в 1961 году. Калевальский же район получил свое название уже в 1935 году, когда отмечалось 100-летие со дня выхода в свет эпоса «Калевала» .

## Физико-географическая характеристика

### Географическое положение
Посёлок расположен на северном берегу озера Среднее Куйто, в устье реки Ухта.
Расстояние до Петрозаводска — 553 км. В 160 км на восток от посёлка находится железнодорожная станция Кемь, с которой Калевала связана автомобильной дорогой.

### Климат
В посёлке Калевала умеренно-холодный климат. Значительное количество осадков, даже в засушливые месяцы часто бывает дождь. По классификации климатов Кёппена — субарктический климат (индекс Dfc) с равномерным увлажнением и прохладным летом.
| Показатель                    | Янв.  | Фев.  | Март  | Апр.  | Май   | Июнь | Июль | Авг. | Сен. | Окт.  | Нояб. | Дек.  | Год   |
| ----------------------------- | ----- | ----- | ----- | ----- | ----- | ---- | ---- | ---- | ---- | ----- | ----- | ----- | ----- |
| Абсолютный максимум, °C       | 8,5   | 7,3   | 12,1  | 20,9  | 28,8  | 31,8 | 33,2 | 31,9 | 24,5 | 18,0  | 10,2  | 6,2   | 33,2  |
| Средний суточный максимум, °C | −7,2  | −6,8  | −1,3  | 4,6   | 11,9  | 17,9 | 20,9 | 18,1 | 12,1 | 4,4   | −1,2  | −4,8  | 5,7   |
| Средняя температура, °C       | −10,9 | −10,7 | −5,9  | 0,0   | 6,7   | 12,8 | 15,9 | 13,3 | 8,2  | 2,0   | −3,6  | −7,8  | 1,7   |
| Средний суточный минимум, °C  | −15,4 | −15,2 | −11   | −4,8  | 1,2   | 7,2  | 10,7 | 8,4  | 4,2  | −0,7  | −6,5  | −11,4 | −2,8  |
| Абсолютный минимум, °C        | −45,1 | −44,6 | −38,4 | −29,1 | −16,3 | −4,1 | −0,9 | −5,2 | −8,9 | −24,7 | −34,1 | −38,7 | −45,1 |
| Норма осадков, мм             | 37    | 31    | 28    | 28    | 50    | 62   | 79   | 69   | 60   | 54    | 50    | 44    | 592   |
| Источник: Погода и климат     |       |       |       |       |       |      |      |      |      |       |       |       |       |

## Население
| 1939  | 1959  | 1970  | 1979  | 1989  | 2002  | 2009  | 2010  | 2012  |
| ----- | ----- | ----- | ----- | ----- | ----- | ----- | ----- | ----- |
| 3365  | ↗3494 | ↗4408 | ↗4834 | ↗5150 | ↗5578 | ↘5278 | ↘4529 | ↘4409 |
| 2013  | 2014  | 2015  | 2016  | 2017  | 2018  | 2019  | 2020  | 2021  |
| ↘4357 | ↘4166 | ↘4028 | ↘3902 | ↘3881 | ↘3845 | ↗3855 | ↘3828 | ↘3526 |
| 2023  |       |       |       |       |       |       |       |       |
| ↘3417 |       |       |       |       |       |       |       |       |

По переписи населения 2002 года карелы составляли 46,7 % населения Калевалы.
По итогам переписи населения 2020 года проживали следующие национальности (национальности менее 0,1 % и другое, см. в сноске к строке «Другие»):
| Национальность | Численность, чел. | Доля     |
| -------------- | ----------------- | -------- |
| Русские        | 2006              | 56,89 %  |
| Карелы         | 1137              | 32,25 %  |
| Белорусы       | 127               | 3,60 %   |
| Украинцы       | 58                | 1,64 %   |
| Финны          | 17                | 0,48 %   |
| Татары         | 10                | 0,28 %   |
| Таджики        | 8                 | 0,23 %   |
| Чуваши         | 5                 | 0,14 %   |
| Даргинцы       | 5                 | 0,14 %   |
| Азербайджанцы  | 5                 | 0,14 %   |
| Чеченцы        | 4                 | 0,11 %   |
| Молдаване      | 4                 | 0,11 %   |
| Литовцы        | 4                 | 0,11 %   |
| Лезгины        | 4                 | 0,11 %   |
| Балкарцы       | 4                 | 0,11 %   |
| Другие         | 128               | 3,66 %   |
| Итого          | 3526              | 100,00 % |

## Экономика
На территории районного центра находятся предприятия:
- лесозаготовительные предприятия
- дорожностроительный участок
- ремонтно-строительный участок
- филиал АО «Электросвязь»
- «Ростелеком»
- отделение почтовой связи
- Калевальское райпо
- частные магазины
- предприятия ЖКХ
- предприятия бытового обслуживания

## Транспорт
Основным транспортом, связывающим посёлок с другими населенными пунктами, является автомобильный транспорт. Автобусное сообщение действует с момента постройки дороги Кемь-Ухта с 1928 года.
Работает автостанция Калевала, посёлок связан автобусным сообщением с Петрозаводском, Кемью, Боровым.
Имеется аэропорт. Авиасообщение действовало с 1926 года (авиалиния Кемь — Ухта) до середины 1990-х годов. (авиалинии Калевала — Сегежа — Петрозаводск, Костомукша — Петрозаводск), в настоящее время полёты не осуществляются.
Водное сообщение осуществлялось по озеру Среднее Куйто с начала 1920-х годов пароходами и моторными лодками, с момента постройки Ёлмоского (Куйтозерского) канала между Верхним и Средним Куйто в 1925 году до начала 1990-х годов — до Вокнаволока, Луусалми и Войницы.

## Здравоохранение
Районная больница (открыта в декабре 1922 года), две аптеки, ФАПы — в посёлке Куусиниеми и деревне Войница. В посёлке Калевала расположены центр госсанэпиднадзора и ветеринарная станция.

## Образование, культура

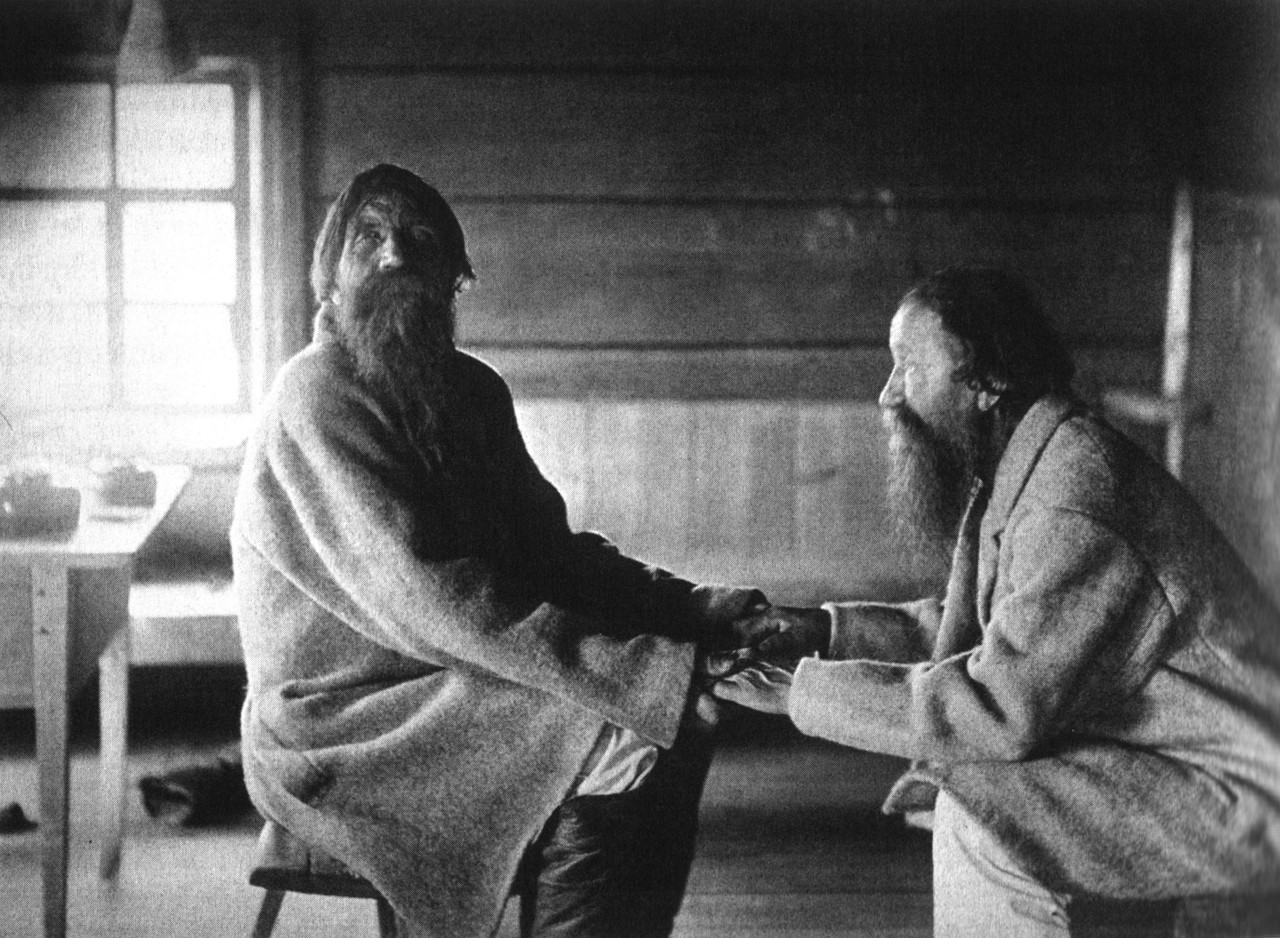
Певцы карельского эпоса братья Поавила и Триихво Яманен. Ухта, 1894 год.

В посёлке функционируют детские дошкольные учреждения, средняя и начальная школы, дом творчества, 3 библиотеки, из которых одна — детская, музыкальная школа, дом культуры, детско-юношеская школа, спортивная школа, спорткомплекс.
Также в посёлке расположен Калевальский национальный краеведческий муниципальный музей. Он был открыт в 1999 году в рамках празднования 150-летия первого полного издания карело-финского эпоса «Калевала». Дом-музей рунопевцев Марии Ремшу. Действует этнокультурный центр «Калевалатало».
В посёлке работает Центр социального обслуживания населения, объединивший в себя отделение социального обслуживания на дому, социальный приют для престарелых, социальный приют для детей и подростков, реабилитационный центр для детей и подростков с ограниченными возможностями.
Своеобразным памятником культуры является сосна Лённрота. По преданию, под ней пели руны калевальцы.

## Религия
Православие и лютеранство — традиционные конфессии для Калевалы. В настоящее время в посёлке представлены три церкви
- приход Петропавловского храма посёлка Калевала Костомукшской епархии Русской православной церкви[30], образованный в 1998 году
- приход Калевала Евангелическо-лютеранской церкви Ингрии, образованный в 1999 году[31].
- Церковь Христиан Веры Евангельской, основана в 1992 году.

В середине 1870-х годов Ухта была одним из центров религиозной группы протестантской направленности «Ушковайзет».

## Памятники истории
Братская могила советских воинов, партизан и мирных граждан, погибших в период Гражданской войны (1918—1920), Карельского восстания (1921—1922) и Великой Отечественной войны. В 1946 году на братской могиле был установлен гранитный обелиск, увенчанный пятиконечной звездой.
В центральной части поселкового гражданского кладбища сохраняется мемориальное кладбище советских воинов и партизан. На кладбище захоронено 950 солдат, офицеров и партизан Карельского фронта, погибших в годы Советско-финской войны (1941—1944).
На 14-м км шоссе Калевала — Тунгозеро, установлен памятный знак — бетонная стела, увенчанная пятиконечной звездой. В центральной части стелы, на беломраморной плите надпись: «На этом рубеже были остановлены немецко-финские захватчики. Июнь 1941—июнь 1944.».
На 18-м км шоссе Калевала — Войница, в 1967 году, в честь боевых подвигов воинов 54-й стрелковой дивизии был установлен памятник в виде 76-мм артиллерийского орудия на высоком бетонном постаменте.

## Известные жители
- В Калевале жили известные рунопевцы и сказители М. И. Михеева, Т. А. Перттунен, М. М. Хотеева, Илья Татты, Е. И. Хямяляйнен[36].
- В посёлке родился музыкант Эдуард Старков.
- В посёлке родился композитор Вейкко Пяллинен.